# Reino de Morea
El Reino de Morea (en italiano: Regno di Morea, griego: Βασίλειο του Μορέως) fue el nombre oficial que la República de Venecia dio a la península del Peloponeso en el sur de Grecia (que fue más conocida como Morea hasta el siglo XIX) cuando fue conquistada al Imperio otomano durante la guerra de Morea en 1684-1699. Los venecianos trataron, con bastante éxito, de repoblar el país y revitalizar su agricultura y economía, pero fueron incapaces de ganar la lealtad de la mayor parte de la población, y de asegurar su nueva posesión militarmente. Como resultado, se perdió nuevamente ante los otomanos en una breve campaña entre junio y septiembre de 1715.